# Kärnkrafter
Kärnkrafterna är två naturkrafter som främst verkar inom atomkärnan. 
Den svaga kärnkraften är detsamma som den fundamentala svaga växelverkan och orsakar radioaktivitet i form av betastrålning hos vissa isotoper. 
Den starka kärnkraften håller samman atomkärnan. Atomkärnan består av nukleoner, ett samlingsnamn för de positivt laddade protonerna och de neutrala neutronerna, men den starka kärnkraften är mycket starkare än den elektromagnetiska repulsionen mellan protonerna. Den starka kärnkraften verkar attraherande på nukleoner som befinner sig nära varandra (på avstånd i storleksordningen en femtometer). Vid närmare avstånd är den mycket starkt repulsiv, vilket gör att nukleonerna i medeltal befinner sig omkring en femtometer från varandra.
Den starka kärnkraften verkar mellan två eller flera nukleoner och bärs av mesoner, framförallt pioner. Denna kraft har en mycket kort räckvidd och avtar exponentiellt på avstånd större än 1,3 fm. På så korta avstånd är den mycket starkare än Coulombkraften. Den senare har dock mycket längre räckvidd och blir starkare på avstånd större än omkring 2,5 fm. Detta gör att på längre avstånd från en atomkärna känner partiklar bara av det elektriska fältet från kärnan. 
Den starka kärnkraften är en effektiv växelverkan, det vill säga den är en konsekvens av den underliggande starka växelverkan som är den fundamentala växelverkan i naturen och som verkar mellan kvarkar och överförs av gluoner. Nukleonerna består av kvarkar, så när två nukleoner är så nära varandra att den starka kärnkraften verkar så är det på fundamental nivå kvarkarna som kollektivt växelverkar. Kärnkraften kallas därför ibland också för den residuala starka kraften för att skilja den från den fundamentala växelverkan.
Dessutom verkar även Coulombkraften som en repellerande kraft mellan protonerna. Coulombkraften orsaker alfasönderfall.